# Marie Duplessis

Portretschilderij van Marie Duplessis in het theater, door Camille Roqueplan (1845)

Marie Duplessis, eigenlijk Alphonsine Plessis (Nonant-le-Pin, 15 januari 1824 – Parijs, 3 februari 1847) was een Franse courtisane. Ze was het model voor de personages Marguerite Gautier uit de roman La dame aux camélias van Alexandre Dumas (1848) en Violetta Valery uit de opera La traviata van Giuseppe Verdi (1853).

## Leven
Alphonsine Plessis werd geboren in een klein dorpje in het Normandische departement Orne. Haar jeugd werd gekenmerkt door grote armoede. Op jonge leeftijd werkte ze als dienstmeisje in een herberg en daarna in een paraplufabriek. Als 15-jarige leeftijd ging ze bij familie in Parijs wonen, waar ze eerst rondkwam als wasvrouw en hoedenmaakster. Toen ze de minnares werd van een rijke koopman, kon ze een klein appartement betrekken en kende ze voor het eerst een bescheiden luxe.
In korte tijd werd het boerenmeisje een van de meest begeerde en dure courtisanes van Parijs. Ze leerde lezen en schrijven, nam pianolessen en kwam bekend te staan als uitzonderlijk goed opgeleid en belezen. Ze veranderde haar naam in het aristocratisch klinkende Marie Duplessis. 
Duplessis stond bekend om haar buitengewone schoonheid, elegantie, tact en stijl. Er werd gezegd dat niemand die haar voor het eerst ontmoette, dacht met een prostituee te maken te hebben. Ze hield salon en liet haar portret schilderen door Édouard Viénot. Onder haar goede vrienden waren Théophile Gautier en Jules Janin. Bekend was haar grote voorliefde voor bloemen, vooral camelia's. Ze zou 25 avonden per maand witte bloemen hebben gedragen, en op de andere avonden, als ze ongesteld was, rode bloemen. 
Begin 1844 werd Duplessis de geliefde van de 29-jarige graaf Édouard de Perregaux, zoon van de politicus Alphonse Perregaux. Terwijl hij zich in sneltempo ruïneerde, leed ze zelf aan tuberculose. Hoewel de ziekte ernstige vormen aannam, werd haar leven wilder en uitbundiger dan ooit. Van september 1844 tot augustus 1845 was ze de minnares van Alexandre Dumas en daarna vermoedelijk van Franz Liszt. Op 21 februari 1846 trouwde ze in het Londense Kensington met Perregaux, maar ze keerde spoedig terug naar Parijs.
In februari 1847 stierf ze in haar appartement aan de Boulevard de la Madeleine 11, in aanwezigheid van Perregaux en haar voormalige geliefde Gustav Ernst von Stackelberg. Ze was pas 23 jaar oud. Haar bezittingen werden openbaar verkocht om haar schulden te delgen. Ze werd begraven in een massagraf op de begraafplaats van Montmartre, maar Perregaux liet haar op 16 februari exhumeren en gaf haar een eigen rustplaats. De tekst vermeldt eenvoudig "Ici repose Alphonsine Plessis". Meer dan anderhalve eeuw na haar dood komen er nog steeds bezoekers bloemen achterlaten.

## Culturele weerklank
De schrijver Alexandre Dumas, zoon van de maker van De drie musketiers, creëerde een literair monument voor haar met zijn succesvolle roman La dame aux camélias, waarin hij zijn eigen relatie met Duplessis behandelde. Van deze roman, waarin hij haar de naam "Marguerite Gautier" gaf, maakte hij later een gelijknamig toneelstuk, dat in 1852 in première ging.
De Italiaanse componist Giuseppe Verdi, die zowel de roman als de toneelversie kende, creëerde de opera La traviata, waarin Duplessis de naam "Violetta Valery" kreeg. De wereldpremière was in 1853 in Venetië.
Er zijn zeker twintig speelfilms gemaakt naar La dame aux camélias. De bekendste is de Frans-Italiaanse film uit 1981, geregisseerd door Mauro Bolognini en met Isabelle Huppert als Marie Duplessis.